# Жабаглы (Туркестанская область)
Жабаглы (каз. Жабағылы, до 2005 г. — Новониколаевка) — село в Тюлькубасском районе Туркестанской области Казахстана. Входит в состав Жабаглинского сельского округа. Код КАТО — 516043200.

## Население
В 1999 году население села составляло 1935 человек (956 мужчин и 979 женщин). По данным переписи 2009 года, в селе проживало 1985 человек (998 мужчин и 987 женщин).